# Never Back Down - Combattimento letale
Never Back Down - Combattimento letale (Never Back Down 2: The Beatdown) è un film del 2011 diretto da Michael Jai White.
Interpretato da Michael Jai White, Scott Epstein, Dean Geyer e Jillian Murray (con la partecipazione di due veri atleti di MMA ovvero Todd Duffee e Lyoto Machida). Si tratta di un sequel del primo film Never Back Down - Mai arrendersi del quale vengono mostrati alcuni brevi filmati dell'incontro finale tra Tyler e Ryan, anche se la storia è completamente nuova e l'unico personaggio a fare ritorno del primo film è quello di Max (interpretato da Evan Peters), ed è stato pubblicato nel 2011, nel mese di agosto. L'anteprima mondiale del film è avvenuta al Festival del Cinema ActionFest a Asheville, Carolina del Nord, l'8 aprile 2011. Il film è uscito in DVD il 13 settembre 2011 distribuito da Sony Pictures Home Entertainment.

## Trama
L'ex-pugile Zack Gomes visita un medico dopo aver perso un incontro e viene informato che non può più combattere a causa di una retina parzialmente staccata: se riceve un altro colpo alla testa può diventare definitivamente cieco all'occhio destro. Il talentuoso lottatore MMA Tim Newhouse cerca di aiutare la sua famiglia che ha problemi di debiti, quindi la madre deve lavorare in uno strip club. L'ex campione nazionale di wrestling liceale Mike Stokes è nuovo al college e viene preso in giro a causa delle questioni che riguardano la relazione del padre con un altro uomo. Il commesso di una fumetteria Justin Epstein viene malmenato ed accoltellato da un gruppo di ragazzi.
Tutti e quattro i ragazzi devono trovare un modo per affrontare i loro problemi e si allenano con l'ormai ex-campione di MMA Case Walker, che ha un passato molto oscuro. Sotto il consiglio di Max Cooperman, Zack e Mike trovano Case e lo convincono ad allenarli per poter partecipare al torneo Beatdown, organizzato quell'anno proprio da Max. Tim e Justin si stanno già allenando. Case insegna loro non solo lezioni di combattimento ma anche lezioni di vita, per farli diventare combattenti e uomini migliori. Tim, il più forte dei quattro, diventa, in modo fortuito, il nuovo capo della sicurezza del locale a luci rosse dove lavora la madre per guadagnare soldi di cui la famiglia ha bisogno, potendo così guadagnare ben 400 dollari a sera e facendo un ulteriore accordo con il capo del locale, chiedendogli, in cambio della sua assunzione, il licenziamento della madre. In questo modo la madre può stare a casa con i fratelli di Tim, di cui prima era quest'ultimo ad occuparsi. Zack confessa a Case il suo problema alla retina ma, contro ogni aspettativa, Case non lo scoraggia né ad allenarsi né a combattere il torneo, perché battersi è una sua scelta e lui non è un genitore ma un allenatore, e decide quindi di fargli imparare a combattere invertendo la sua guardia, Zack così impara a combattere con il corpo nel senso opposto e potersi così proteggere l'occhio con molta più efficacia, inoltre gli vengono insegnate tecniche di sottomissione e anche la capoeira, dove si scopre molto talentuoso grazie alla sua naturale agilità.
Mike invece deve imparare a dominare la rabbia, Case gli spiega che con la rabbia non lavora di più né combatte meglio, bensì l'opposto, e che deve imparare a dominare se stesso per controllare il combattimento e la sua vita, viene anche educato a tecniche nuove, non essendo abituato a pugni e calci diretti lo allena per renderlo più incisivo con questi ultimi. Case viene molestato da un poliziotto per aver violato la sua libertà vigilata. Il poliziotto minaccia di arrestarlo per vagabondaggio. La squadra costruisce una nuova palestra dove si può allenare e la consegnano a Case. Max con il consenso di Case organizza il torneo Beatdown nella nuova palestra. L'evento, tuttavia, rischia di non riscuotere grande successo perché Zack, ragione principale per cui molte ragazze si sono prenotate per assistere al torneo, non vuole più prendervi parte. Il ragazzo aveva voluto partecipare al torneo proprio per non perdere le sue ammiratrici, ma anche coi soli allenamenti è riuscito ad avere più successo che mai, quindi non vuole rischiare di diventare cieco per niente. Tim, dal canto suo, non si è iscritto sin dall'inizio poiché non ha alcun interesse nel mettersi in mostra. Mike, nel frattempo, capisce che non è combattendo che risolverà i suoi problemi e che la rabbia verso il padre non deriva dall'omosessualità di quest'ultimo, ma dal fatto che abbia lasciato lui e la madre da un giorno all'altro. Solo Justin sembra seriamente intenzionato a partecipare al Beatdown.
Justin decide di vendicarsi con i tizi che lo avevano malmenato e da solo li attacca, pestandoli a sangue in onore del suo maestro che, però, non accetta il piacere che il ragazzo prova nel fare del male e lo caccia. Il resto del gruppo scopre cosa è successo al loro insegnante, in quanto Justin gli ha nascosto una pistola in casa per vendicarsi e i poliziotti hanno cercato di malmenarlo con quest'accusa, per poi essere invece picchiati da Case ammanettato, mentre Max filma tutto e permette a Case di avere delle prove che lo scagionino, ma perché Case possa uscire è fondamentale trovare Justin, dal momento che sono sue le impronte sulla pistola, mentre Case non l'ha neanche toccata. I tre combattenti sanno che Justin parteciperà al torneo, quindi sia Tim che Zack decidono di iscriversi, mandando in visibilio Max, che è così certo che il torneo sarà spettacolare. Il torneo si svolge con fasi ad eliminazione diretta. Mike e Zack si affrontano in semifinale e vince Mike, la seconda semifinale non viene disputata perché Justin, nei bagni, rompe una gamba a Tim con un manganello.
In finale arrivano quindi Mike e Justin, quest'ultimo domina lo scontro, attaccando Mike alla gamba precedentemente danneggiata da un colpo di un avversario nelle fasi antecedenti alla semifinale. Mike, tuttavia, finge di provare dolore alla gamba in questione (in realtà la gamba infortunata era l'altra, ma per tutto il torneo ha finto il contrario), non appena Justin prende gusto a colpirlo in quel punto, Mike incassa senza problemi e lo colpisce ripetutamente, passando in vantaggio e vincendo l'incontro, spezzando anche una spalla a Justin, che non voleva arrendersi, vendicando Case. Dopo l'incontro Mike chiama suo padre per risolvere i suoi problemi. Case riceve una chiamata di conferma del suo ritorno alle MMA.

## Sequel
Nel 2016 è uscito il terzo film della saga, Never Back Down - No Surrender.